# الصبار (الحيمة الداخلية)

تعديل مصدري - تعديل

الصبار هي إحدى قرى عزلة الأحبوب بمديرية الحيمة الداخلية التابعة لمحافظة صنعاء، بلغ تعداد سكانها 493 نسمة حسب تعداد اليمن لعام 2004.